# A Paksi FC 2008–2009-es szezonja
A Paksi FC 2008–2009-es szezonja szócikk a Paksi FC első számú férfi labdarúgócsapatának egy idényéről szól, mely sorozatban a 3., és összességében is a 3. idénye a csapatnak a magyar első osztályban. A klub fennállásának ekkor volt az 56. évfordulója.

## Mérkőzések
| Színmagyarázat | Színmagyarázat |
| -------------- | -------------- |
|                | Győzelem.      |
|                | Döntetlen.     |
|                | Vereség.       |

### Soproni Liga 2008–09

#### Őszi fordulók
| 1. forduló 2008. július 28. 20:00 |

| Kecskeméti TE                              | 1 – 2               | Paksi FC                          |
| ------------------------------------------ | ------------------- | --------------------------------- |
| Csordás 16' (11-esből) Koszó 37' Čukić 40' | (1 – 1) Jegyzőkönyv | Tököli 3' 90' Kriston 4' Báló 31' |

| Széktói Stadion, Kecskemét Nézőszám: 6 000 Játékvezető: Solymosi Péter (magyar) |

| 2. forduló 2008. augusztus 2. 20:00 |

| Paksi FC               | 1 – 3               | Rákospalotai EAC                                 |
| ---------------------- | ------------------- | ------------------------------------------------ |
| Tököli 78' Horváth 72' | (0 – 2) Jegyzőkönyv | Lisztes 5' 49' Nyerges 17' 81' Erős 88' Rása 90' |

| Fehérvári úti stadion, Paks Nézőszám: 3 500 Játékvezető: Veizer Roland (magyar) |

| 3. forduló 2008. augusztus 9. 20:00 |

| Kaposvári Rákóczi                                            | 3 – 5               | Paksi FC                                                  |
| ------------------------------------------------------------ | ------------------- | --------------------------------------------------------- |
| Zahorecz 30' (11-esből) 51' (11-esből) Farkas 75' Graszl 18' | (1 – 4) Jegyzőkönyv | Báló 7' 15' 45' Kiss 32' Tököli 41' Csehi 76' Salamon 50' |

| Rákóczi Stadion, Kaposvár Nézőszám: 2 500 Játékvezető: Andó-Szabó Sándor (magyar) |

| 4. forduló 2008. augusztus 16. 20:00 |

| Paksi FC                                           | 1 – 1               | Budapest Honvéd                                               |
| -------------------------------------------------- | ------------------- | ------------------------------------------------------------- |
| Tököli 28' (11-esből) Sipeki 20' Böde 52' Vári 84' | (1 – 0) Jegyzőkönyv | Hercegfalvi 73' (11-esből) Diego 34' Vincze 59' Ivancsics 70' |

| Fehérvári úti stadion, Paks Nézőszám: 3 927 Játékvezető: Arany Tamás (magyar) |

| 5. forduló 2008. augusztus 23. 20:00 |

| MTK Budapest                                     | 3 – 2               | Paksi FC                     |
| ------------------------------------------------ | ------------------- | ---------------------------- |
| Pál 23' 90' Lencse 86' Kecskés 56' Radulović 68' | (1 – 1) Jegyzőkönyv | Tököli 28' Kiss 81' Vári 40' |

| Hidegkuti Nándor Stadion, Budapest Nézőszám: 500 Játékvezető: Bede Ferenc (magyar) |

| 6. forduló 2008. augusztus 30. 20:00 |

| Paksi FC                       | 1 – 1               | Diósgyőr                                                  |
| ------------------------------ | ------------------- | --------------------------------------------------------- |
| Tököli 18' Molnár 33' Báló 82' | (1 – 1) Jegyzőkönyv | Kamber 24' 18' Búrány 61' Gohér 62′ Pintér 75' Takács 90' |

| Fehérvári úti stadion, Paks Nézőszám: 2 500 Játékvezető: Szabó Zsolt (magyar) |

| 7. forduló 2008. szeptember 13. 20:00 |

| Vasas                                                                 | 5 – 0               | Paksi FC                     |
| --------------------------------------------------------------------- | ------------------- | ---------------------------- |
| Dobrić 24' Németh 47' Divić 65' 70' Gyánó 82' 83' Tóth 3′ B. Tóth 76' | (1 – 0) Jegyzőkönyv | Vári 19' Éger 47' Molnár 60′ |

| Illovszky Rudolf Stadion, Budapest Nézőszám: 2 000 Játékvezető: Fábián Mihály (magyar) |

| 8. forduló 2008. szeptember 20. 19:00 |

| Zalaegerszegi TE    | 1 – 1               | Paksi FC   |
| ------------------- | ------------------- | ---------- |
| Kriston 74' (öngól) | (0 – 0) Jegyzőkönyv | Tököli 61' |

| ZTE Aréna, Zalaegerszeg Nézőszám: 1 652 Játékvezető: Szilasi Szabolcs (magyar) |

| 9. forduló 2008. szeptember 27. 19:00 |

| Paksi FC                                       | 2 – 1               | Győri ETO           |
| ---------------------------------------------- | ------------------- | ------------------- |
| Éger 58' (11-esből) 90' (11-esből) Kriston 77' | (0 – 1) Jegyzőkönyv | Józsi 8' Völgyi 58' |

| Fehérvári úti stadion, Paks Nézőszám: 2 500 Játékvezető: Arany Tamás (magyar) |

| 10. forduló 2008. október 4. 18:00 |

| FC Fehérvár                             | 4 – 1               | Paksi FC                                  |
| --------------------------------------- | ------------------- | ----------------------------------------- |
| Vujović 29' 65' Sitku 61' Kulcsár 90+3' | (1 – 1) Jegyzőkönyv | Kiss 7' 78' Hanák 27' Sipeki 45' Böde 90' |

| Sóstói Stadion, Székesfehérvár Nézőszám: 1 510 Játékvezető: Kassai Viktor (magyar) |

| 11. forduló 2008. október 18. 18:00 |

| Paksi FC                                     | 1 – 2               | Nyíregyháza Spartacus                                              |
| -------------------------------------------- | ------------------- | ------------------------------------------------------------------ |
| Kriston 36' Pandur 45' Éger 90′ Tamási 90+3' | (1 – 1) Jegyzőkönyv | Bárányos 23' 90+5' Shevel 45' Perényi 56' Zabos 90' Odrobéna 90+4′ |

| Fehérvári úti stadion, Paks Nézőszám: 2 000 Játékvezető: Solymosi Péter (magyar) |

| 12. forduló 2008. október 26. 17:30 |

| Újpest                                  | 3 – 1               | Paksi FC                      |
| --------------------------------------- | ------------------- | ----------------------------- |
| Kabát 55' 89' 23' Korcsmár 82' Božić 3' | (0 – 0) Jegyzőkönyv | Kiss 52' Böde 26' Kriston 34' |

| Szusza Ferenc Stadion, Budapest Nézőszám: 4 355 Játékvezető: Bognár Tamás (magyar) |

| 13. forduló 2008. november 1. 18:00 |

| Paksi FC                        | 2 – 1               | BFC Siófok                                                  |
| ------------------------------- | ------------------- | ----------------------------------------------------------- |
| Kiss 54' Böde 56' 15' Hanák 20' | (0 – 1) Jegyzőkönyv | Kanta 36' Tusori 13' Hegedűs 63' Magasföldi 81' Horváth 90' |

| Fehérvári úti stadion, Paks Nézőszám: 800 Játékvezető: Bede Ferenc (magyar) |

| 14. forduló 2008. november 8. 18:00 |

| Haladás    | 0 – 1               | Paksi FC                             |
| ---------- | ------------------- | ------------------------------------ |
| Molnár 81' | (0 – 1) Jegyzőkönyv | Tököli 4' 75' Heffler 18' Pandur 35' |

| Rohonci úti stadion, Szombathely Nézőszám: 6 000 Játékvezető: Sulyok Gergely (magyar) |

| 15. forduló 2008. november 14. 19:00 |

| Paksi FC   | 0 – 2               | Debreceni VSC                      |
| ---------- | ------------------- | ---------------------------------- |
| Pandur 38' | (0 – 2) Jegyzőkönyv | Rudolf 20' Szakály 39' Komlósi 49' |

| Fehérvári úti stadion, Paks Nézőszám: 1 200 Játékvezető: Kassai Viktor (magyar) Asszisztensek: Erős Gábor Hegyi Péter |

#### Tavaszi fordulók
| 16. forduló 2009. február 21. 17:00 |

| Paksi FC                                                | 2 – 2               | Kecskeméti TE                                            |
| ------------------------------------------------------- | ------------------- | -------------------------------------------------------- |
| Tököli 38' Báló 86' 86' Sipeki 60' Böde 79' Horváth 82' | (1 – 2) Jegyzőkönyv | Yannick 39' Csordás 42' (11-esből) Gyagya 47′ Tóth 90+2' |

| Fehérvári úti stadion, Paks Nézőszám: 1 351 Játékvezető: Andó-Szabó Sándor (magyar) |

| 17. forduló 2009. május 6. 19:00 |

| Rákospalotai EAC       | 1 – 2               | Paksi FC                              |
| ---------------------- | ------------------- | ------------------------------------- |
| Nyerges 24' Pomper 61' | (1 – 2) Jegyzőkönyv | Kiss 6' Szabó 40' Pintér 22' Böde 87' |

| Budai II László Stadion, Budapest Nézőszám: 1 000 Játékvezető: Veizer Roland (magyar) |

- Elhalasztott mérkőzés.

| 18. forduló 2009. március 7. 18:00 |

| Paksi FC   | 0 – 0               | Kaposvári Rákóczi                 |
| ---------- | ------------------- | --------------------------------- |
| Zováth 36' | (0 – 0) Jegyzőkönyv | Petrók 44' Hegedűs 60' Kovács 84' |

| Fehérvári úti stadion, Paks Nézőszám: 800 Játékvezető: Takács János (magyar) |

| 19. forduló 2009. március 14. 18:00 |

| Budapest Honvéd                        | 1 – 1               | Paksi FC                           |
| -------------------------------------- | ------------------- | ---------------------------------- |
| Hidi 64' 80' Arsenijević 41' Dobos 88' | (0 – 0) Jegyzőkönyv | Tököli 90+2' Szabó 30' Nikolov 32' |

| Bozsik József Stadion, Budapest Nézőszám: 2 000 Játékvezető: Solymosi Péter (magyar) |

| 20. forduló 2009. március 21. 18:00 |

| Paksi FC              | 0 – 1               | MTK Budapest                    |
| --------------------- | ------------------- | ------------------------------- |
| Szabó 17' Nikolov 75' | (0 – 0) Jegyzőkönyv | Kanta 90' Zsidai 50' Pátkai 87' |

| Fehérvári úti stadion, Paks Nézőszám: 1 253 Játékvezető: Berger József (magyar) |

| 21. forduló 2009. április 4. 19:00 |

| Diósgyőr                                  | 1 – 0               | Paksi FC                         |
| ----------------------------------------- | ------------------- | -------------------------------- |
| Tóth 78' Kamber 14' Takács 29' Stanić 81' | (0 – 0) Jegyzőkönyv | Zováth 15' Pintér 76' Tököli 80' |

| DVTK-stadion, Miskolc Nézőszám: 4 000 Játékvezető: Veizer Roland (magyar) |

| 22. forduló 2009. április 11. 19:00 |

| Paksi FC                                              | 3 – 0               | Vasas                            |
| ----------------------------------------------------- | ------------------- | -------------------------------- |
| Tököli 40' 65' Kiss 47' Szabó 8' Böde 26' Horváth 50' | (1 – 0) Jegyzőkönyv | Laczkó 22' Vujović 40' Orosz 58' |

| Fehérvári úti stadion, Paks Nézőszám: 2 187 Játékvezető: Iványi Zoltán (magyar) |

| 23. forduló 2009. április 18. 19:00 |

| Paksi FC                  | 1 – 1               | Zalaegerszegi TE                                  |
| ------------------------- | ------------------- | ------------------------------------------------- |
| Tököli 65' (11-esből) 54' | (0 – 0) Jegyzőkönyv | Balázs 53' Hajdú 20' Botis 65' Máté 68' Varga 76' |

| Fehérvári úti stadion, Paks Nézőszám: 1 956 Játékvezető: Németh Ádám (magyar) |

| 24. forduló 2009. április 25. 19:00 |

| Győri ETO                                                   | 4 – 1               | Paksi FC                                            |
| ----------------------------------------------------------- | ------------------- | --------------------------------------------------- |
| Kink 26' Brnović 36' Bajzát 43' 49' Stanišić 58′ Dorogi 60' | (3 – 1) Jegyzőkönyv | Pintér 33' Zováth 27' Böde 39' Pandur 48' Szabó 87' |

| ETO Park, Győr Nézőszám: 2 700 Játékvezető: Berger József (magyar) |

| 25. forduló 2009. április 28. 19:00 |

| Paksi FC   | 0 – 1               | FC Fehérvár              |
| ---------- | ------------------- | ------------------------ |
| Pintér 79' | (0 – 0) Jegyzőkönyv | André Alves 67' Nagy 50' |

| Fehérvári úti stadion, Paks Nézőszám: 1 500 Játékvezető: Solymosi Péter (magyar) |

| 26. forduló 2009. május 1. 19:00 |

| Nyíregyháza Spartacus                                 | 2 – 2               | Paksi FC                                          |
| ----------------------------------------------------- | ------------------- | ------------------------------------------------- |
| Miskolczi 82' Fekete 86' Lăzăreanu 52' Imedasvili 65' | (0 – 0) Jegyzőkönyv | Tököli 53' (11-esből) 71' Heffler 14' Nikolov 82' |

| Nyíregyháza Városi Stadion, Nyíregyháza Nézőszám: 3 000 Játékvezető: Szilasi Szabolcs (magyar) |

| 27. forduló 2009. május 9. 19:00 |

| Paksi FC                                       | 3 – 1               | Újpest                                                |
| ---------------------------------------------- | ------------------- | ----------------------------------------------------- |
| Éger 49' 50' Horváth 55' Vári 90+1' Tököli 76' | (0 – 1) Jegyzőkönyv | Tisza 12' Korcsmár 43' Malone 72' Dudić 76' Kabát 79′ |

| Fehérvári úti stadion, Paks Nézőszám: 5 500 Játékvezető: Arany Tamás (magyar) |

| 28. forduló 2009. május 16. 19:00 |

| BFC Siófok             | 1 – 2               | Paksi FC                                     |
| ---------------------- | ------------------- | -------------------------------------------- |
| Tusori 56' Hegedűs 51′ | (0 – 1) Jegyzőkönyv | Vári 5' 28' Nagy 83' Horváth 25' Nikolov 70′ |

| Révész Géza utcai stadion, Siófok Nézőszám: 700 Játékvezető: Bede Ferenc (magyar) |

| 29. forduló 2009. május 23. 19:00 |

| Paksi FC             | 0 – 2               | Haladás                             |
| -------------------- | ------------------- | ----------------------------------- |
| Zováth 47' Szabó 86' | (0 – 0) Jegyzőkönyv | Kenesei 47' 44' Oross 56' Rózsa 68' |

| Fehérvári úti stadion, Paks Nézőszám: 3 000 Játékvezető: Iványi Zoltán (magyar) |

| 30. forduló 2009. május 30. 15:00 |

| Debreceni VSC                                 | 2 – 0               | Paksi FC                       |
| --------------------------------------------- | ------------------- | ------------------------------ |
| Poleksić 45' (11-esből) Rudolf 69' (11-esből) | (1 – 0) Jegyzőkönyv | Zováth 24' Böde 64' Tamási 71' |

| Oláh Gábor utcai stadion, Debrecen Nézőszám: 5 000 Játékvezető: Andó-Szabó Sándor (magyar) |

#### A bajnokság végeredménye
| #   | Csapat                    | M  | GY | D  | V  | G+ – G– | GK  | P  | Megjegyzések                  |
| --- | ------------------------- | -- | -- | -- | -- | ------- | --- | -- | ----------------------------- |
| 1.  | Debreceni VSC (B) (I)     | 30 | 21 | 5  | 4  | 70–29   | +41 | 68 | Bajnokok Ligája (selejtező)   |
| 2.  | Újpest (I)                | 30 | 17 | 8  | 5  | 61–38   | +23 | 59 | Európa-liga (2. selejtezőkör) |
| 3.  | Haladás Ú (I)             | 30 | 16 | 5  | 9  | 44–29   | +15 | 53 | Európa-liga (1. selejtezőkör) |
| 4.  | Zalaegerszegi TE          | 30 | 15 | 7  | 8  | 52–44   | +8  | 52 |                               |
| 5.  | Kecskeméti TE Ú           | 30 | 14 | 6  | 10 | 55–44   | +11 | 48 |                               |
| 6.  | FC Fehérvár               | 30 | 14 | 6  | 10 | 42–34   | +8  | 48 |                               |
| 7.  | MTK Budapest CV           | 30 | 13 | 6  | 11 | 43–41   | +2  | 45 |                               |
| 8.  | Győri ETO                 | 30 | 11 | 10 | 9  | 57–41   | +16 | 43 |                               |
| 9.  | Kaposvári Rákóczi         | 30 | 11 | 7  | 12 | 51–46   | +5  | 40 |                               |
| 10. | Vasas                     | 30 | 11 | 5  | 14 | 42–52   | −10 | 38 |                               |
| 11. | Paksi FC                  | 30 | 9  | 8  | 13 | 38–51   | −13 | 35 |                               |
| 12. | Diósgyőr                  | 30 | 9  | 6  | 15 | 29–45   | −16 | 33 |                               |
| 13. | Budapest Honvéd (KGY) (I) | 30 | 8  | 8  | 14 | 31–46   | −15 | 32 | Európa-liga (3. selejtezőkör) |
| 14. | Nyíregyháza Spartacus     | 30 | 7  | 11 | 12 | 32–41   | −9  | 32 |                               |
| 15. | BFC Siófok (K)            | 30 | 8  | 2  | 20 | 30–56   | −26 | 26 | NB II                         |
| 16. | Rákospalotai EAC (K)      | 30 | 3  | 6  | 21 | 33–73   | −40 | 15 | NB II                         |

Utolsó frissítés: 2013. február 19. 
Forrás: MLSZ adatbank 
A rangsorolás alapszabályai: 1. összpontszám, 2. győzelmek száma, 3. egymás elleni eredmények összpontszáma,  4. egymás elleni eredmények gólkülönbsége, 5. egymás elleni eredmények szerzett góljainak száma 6. gólkülönbség, 7. szerzett gólok száma.
(B): Bajnokcsapat, (K): Kieső csapat, (F): Feljutó csapat, (I): Kupainduló, (R): A rájátszás győztese, (KGY): Kupagyőztes

#### Az eredmények összesítése
Az alábbi táblázatban összesítve szerepelnek a Paksi FC 2008/09-es bajnokságban elért eredményei.
| Ősz/tavasz (forduló)    | Otthon | Otthon | Otthon | Otthon | Otthon | Otthon | Otthon | Idegenben | Idegenben | Idegenben | Idegenben | Idegenben | Idegenben | Idegenben |
| Ősz/tavasz (forduló)    | M      | GY     | D      | V      | LG–KG  | GK     | P      | M         | GY        | D         | V         | LG–KG     | GK        | P         |
| ----------------------- | ------ | ------ | ------ | ------ | ------ | ------ | ------ | --------- | --------- | --------- | --------- | --------- | --------- | --------- |
| Őszi szezon (1–15.)     | 7      | 2      | 2      | 3      | 8–11   | –3     | 8      | 8         | 3         | 1         | 4         | 13–20     | –7        | 10        |
| Tavaszi szezon (16–30.) | 8      | 2      | 3      | 3      | 9–8    | +1     | 9      | 7         | 2         | 2         | 3         | 8–12      | –4        | 8         |
| Összesen (1–30.)        | 15     | 4      | 5      | 6      | 17–19  | –2     | 17     | 15        | 5         | 3         | 7         | 21–32     | –11       | 18        |

#### Helyezések fordulónként
| Forduló  | 1  | 2  | 3  | 4 | 5 | 6 | 7  | 8  | 9  | 10 | 11 | 12 | 13 | 14 | 15 | 16 | 17 | 18 | 19 | 20 | 21 | 22 | 23 | 24 | 25 | 26 | 27 | 28 | 29 | 30 |
| -------- | -- | -- | -- | - | - | - | -- | -- | -- | -- | -- | -- | -- | -- | -- | -- | -- | -- | -- | -- | -- | -- | -- | -- | -- | -- | -- | -- | -- | -- |
| Helyszín | I  | O  | I  | O | I | O | I  | I  | O  | I  | O  | I  | O  | I  | O  | O  | I  | O  | I  | O  | I  | O  | O  | I  | O  | I  | O  | I  | O  | I  |
| Eredmény | GY | V  | GY | D | V | D | V  | D  | GY | V  | V  | V  | GY | GY | V  | D  | GY | D  | D  | V  | V  | GY | D  | V  | V  | D  | GY | GY | V  | V  |
| Helyezés | 2  | 11 | 3  | 5 | 7 | 9 | 14 | 11 | 10 | 12 | 13 | 13 | 12 | 11 | 14 | 14 | 11 | 12 | 12 | 13 | 13 | 12 | 13 | 13 | 13 | 13 | 12 | 11 | 11 | 11 |

Helyszín: O = Otthon; I = Idegenben. Eredmény: GY = Győzelem; D = Döntetlen; V = Vereség.

### Magyar kupa
| 3. forduló 2008. szeptember 3. 15:30 |

| Kozármisleny SE | 1 – 0               | Paksi FC                        |
| --------------- | ------------------- | ------------------------------- |
| Tóth 32'        | (1 – 0) Jegyzőkönyv | Molnár 31' Tamási 53' Buzás 90' |

| Játékvezető: Berger József (magyar) |

### Ligakupa

#### Csoportkör (C csoport)
| 1. forduló 2008. október 1. 14:30 |

| Paksi FC                                     | 0 – 1               | Pécsi MFC       |
| -------------------------------------------- | ------------------- | --------------- |
| Weitner 25' Mészáros 30' Vári 63' Molnár 85′ | (0 – 0) Jegyzőkönyv | Lovrencsics 63' |

| Fehérvári úti stadion, Paks Játékvezető: Sulyok Gergely (magyar) |

| 2. forduló 2008. október 14. 19:00 |

| Újpest     | 0 – 0               | Paksi FC |
| ---------- | ------------------- | -------- |
| Szekér 57' | (0 – 0) Jegyzőkönyv |          |

| Szusza Ferenc Stadion, Budapest Játékvezető: Varga László (magyar) |

| 3. forduló 2008. október 29. 13:30 |

| Paksi FC                                            | 2 – 2               | Dunaújváros FC                                         |
| --------------------------------------------------- | ------------------- | ------------------------------------------------------ |
| Márkus 48' Tamási 90+2' Szabó 41' Böde 86' Vári 90' | (0 – 2) Jegyzőkönyv | Frőhlich 12' Micskó 20' Nagy 25' Rátkai 62' Facskó 68' |

| Fehérvári úti stadion, Paks Játékvezető: Fajkusz Gábor (magyar) |

| 4. forduló 2008. november 5. 14:00 |

| Zalaegerszegi TE                          | 3 – 1               | Paksi FC  |
| ----------------------------------------- | ------------------- | --------- |
| Alomerović 27' 44' Horváth 83' Balogh 62' | (2 – 0) Jegyzőkönyv | Pákai 84' |

| ZTE Aréna, Zalaegerszeg Játékvezető: Arany Tamás (magyar) |

| 5. forduló 2008. november 12. 13:00 |

| Paksi FC                                                           | 4 – 0               | Kaposvári Rákóczi                    |
| ------------------------------------------------------------------ | ------------------- | ------------------------------------ |
| Szabó 32' Tamási 45' Márkus 47' Buzás 90' Mészáros 40' Weitner 85' | (2 – 0) Jegyzőkönyv | Jovánczai 25' Balogh 28' Horváth 89' |

| Fehérvári úti stadion, Paks Játékvezető: Oláh Gábor (magyar) |

| 6. forduló 2008. november 22. 13:00 |

| Pécsi MFC                                      | 3 – 1               | Paksi FC                                                    |
| ---------------------------------------------- | ------------------- | ----------------------------------------------------------- |
| Berdó 63' Wittrédi 81' Horváth 90' Megyesi 86' | (0 – 1) Jegyzőkönyv | Tamási 43' Szabó 57' Vári 59' Böde 64' Pandur 80' Buzás 87' |

| PMFC Stadion, Pécs Játékvezető: Berger József (magyar) |

| 7. forduló 2008. november 29. 15:00 |

| Paksi FC                                     | 3 – 1               | Újpest                  |
| -------------------------------------------- | ------------------- | ----------------------- |
| Kiss 47' 90' Heffler 76' Vári 6' Horváth 45' | (0 – 1) Jegyzőkönyv | Foxi 25' 45' Üveges 58' |

| Fehérvári úti stadion, Paks Játékvezető: Arany Tamás (magyar) |

| 8. forduló 2008. december 6. 13:00 |

| Dunaújváros FC       | 0 – 5               | Paksi FC                                                                    |
| -------------------- | ------------------- | --------------------------------------------------------------------------- |
| Facskó 54' Szabó 80' | (0 – 0) Jegyzőkönyv | Heffler 48' Buzás 55' 58' Pap 86' Márkus 89' Vári 19' Pandur 31' Tamási 76' |

| Dunaújváros Játékvezető: Böcskei Balázs (magyar) |

| 9. forduló 2009. február 11. 13:00 |

| Paksi FC | 0 – 2               | Zalaegerszegi TE             |
| -------- | ------------------- | ---------------------------- |
|          | (0 – 1) Jegyzőkönyv | Alomerović 31' Pavićević 75' |

| Sóstói Stadion, Székesfehérvár Játékvezető: Szilasi Szabolcs (magyar) |

| 10. forduló 2009. február 14. 13:00 |

| Kaposvári Rákóczi           | 2 – 1               | Paksi FC                                                |
| --------------------------- | ------------------- | ------------------------------------------------------- |
| Nikolics 18' 34' Pintér 28' | (2 – 1) Jegyzőkönyv | Pintér 29' Nikolov 21′ Kiss 38' Heffler 45' Horváth 61' |

| Rákóczi Stadion, Kaposvár Játékvezető: Vad II. István (magyar) |

#### A C csoport végeredménye
| Színmagyarázat | Színmagyarázat                                                 |
| -------------- | -------------------------------------------------------------- |
|                | A csoportelső és csoportmásodik bejutott a negyeddöntőbe.      |
|                | A csoport többi helyezettje nem folytathatta a kupaszereplést. |

| Csapat            | M  | Gy | D | V | Lg | Kg | Gk  | P  |
| ----------------- | -- | -- | - | - | -- | -- | --- | -- |
| Újpest            | 10 | 6  | 2 | 2 | 25 | 15 | +10 | 20 |
| Pécsi MFC         | 10 | 6  | 2 | 2 | 24 | 14 | +10 | 20 |
| Kaposvári Rákóczi | 10 | 6  | 1 | 3 | 26 | 20 | +6  | 19 |
| Zalaegerszegi TE  | 10 | 4  | 1 | 5 | 15 | 15 | 0   | 13 |
| Paksi FC          | 10 | 3  | 2 | 5 | 17 | 14 | +3  | 11 |
| Dunaújváros FC    | 10 | 0  | 2 | 8 | 11 | 40 | -29 | 2  |

## Külső hivatkozások
- A csapat hivatalos honlapja (magyarul)
- A Magyar Labdarúgó Szövetség honlapja, adatbankja (magyarul)